# Fragmenta Dublinensia

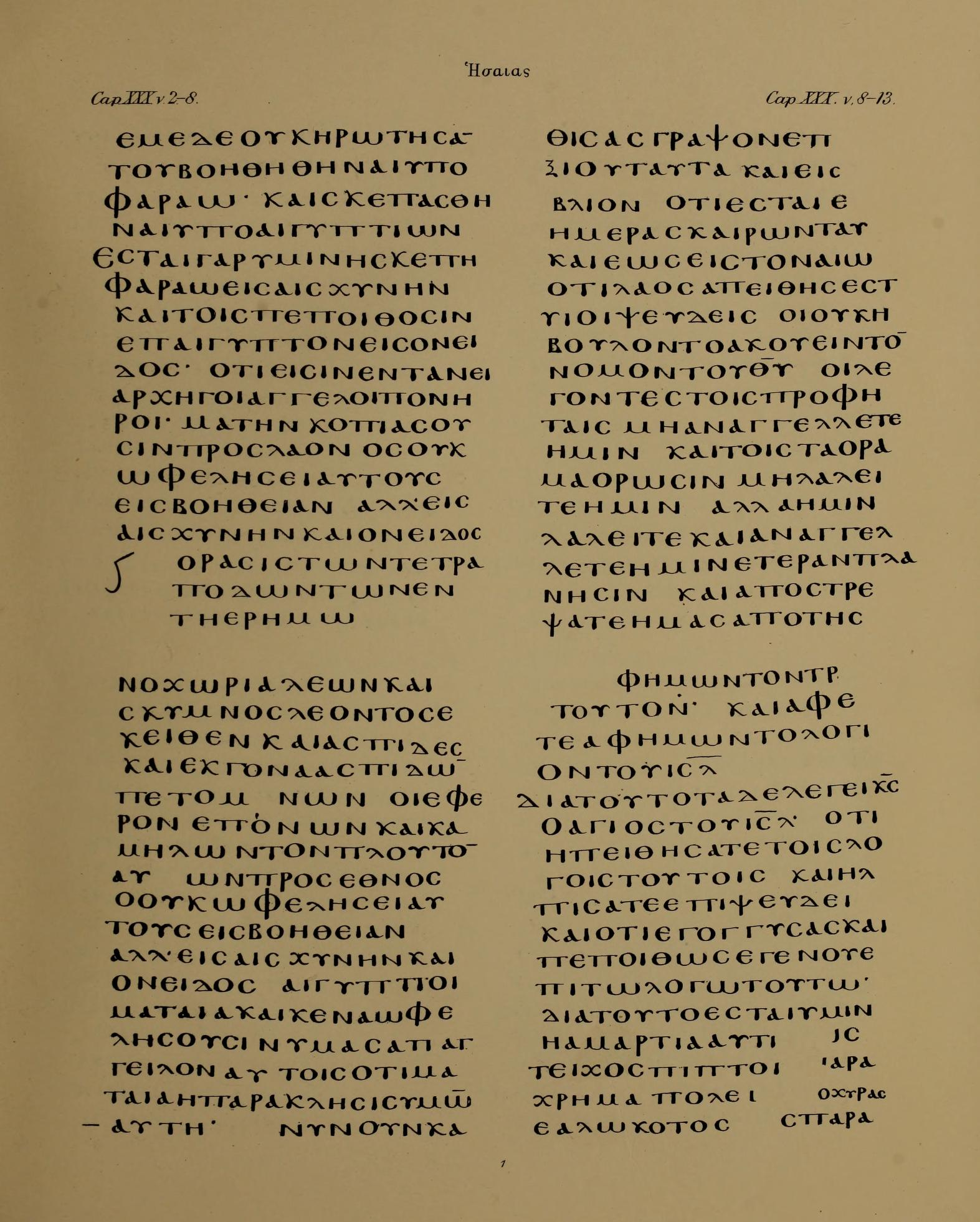
Jesaja 30,2-13 in T. K. Abbott, 1880

Fragmenta Dublinensia (Nr. 918 nach Rahlfs; Sigel O) ist die Bezeichnung für acht Blätter einer Pergamenthandschrift aus dem frühen 6. Jahrhundert. Sie waren ursprünglich mit dem Text von Jesaja 30.2–31.7 und 36.19–38.2 in griechischer Sprache beschrieben (Septuaginta). Der Text folgte der Hesychianischen Rezension.
Die Handschrift wurde im 10. oder 11. Jahrhundert mit patristischen Texten (Homilien des Gregor von Nazianz) überschrieben (Palimpsest). 
1787 entdeckte John Barnett, dass diese Handschrift ursprünglich mit Texten aus Jesaja und vor allem Matthäus (Codex Dublinensis) beschrieben gewesen war. 1853 fand Samuel P. Tregelles mit Chemikalien weitere Einzelheiten der ursprünglichen Texte heraus. Die Fragmente befinden sich heute im Trinity College in Dublin mit der Signatur K 3.4 (Add. 6594).

## Text
- Thomas Kingsmill Abbot: Par palimsestorum Dublinensium. The codex rescriptus Dublinensis of St. Matthew’s gospel (Z)… a new edition revised and augmented. Longmans, Green, and co., London 1880 (online) (Faksimile).